# Banco di Sardegna
Die Banco di Sardegna S.p.A. ist eine italienische Universalbank, deren Tätigkeitsgebiet hauptsächlich in der Region Sardinien liegt. Sie hat ihren rechtlichen Sitz in Cagliari und ihren Verwaltungssitz in Sassari. Die Banco di Sardegna verfügt insgesamt über 328 Filialen, wovon sich 319 auf Sardinien befinden, und beschäftigt rund 2200 Mitarbeiter.

## Geschichte
Das Bankinstitut wurde 1953 mit dem Zweck gegründet, für die sardische Wirtschaft das Spar- und Kreditgeschäft zu betreiben. 1992 wurde das bis dahin in Form einer öffentlich-rechtlichen Anstalt geführte Institut in eine Aktiengesellschaft umgewandelt und privatisiert. Als Eigentümerin wurde die privatwirtschaftliche Stiftung Fondazione Banco di Sardegna kreiert. Im Jahr darauf übernahm die Banco di Sardegna die Banca di Sassari.
Im Jahr 2000 trat die Fondazione Banco di Sardegna die Aktienmehrheit an der Banco di Sardegna an die Banca popolare dell’Emilia Romagna (heute BPER Banca) ab. Diese hielt ursprünglich 51 Prozent der Stammaktien, die restlichen 49 Prozent hielt weiterhin die Stiftung. Heute gehört die Banco di Sardegna mit 100 Prozent zur BPER Banca Gruppe.